# Oelsnitz, Erzgebirge

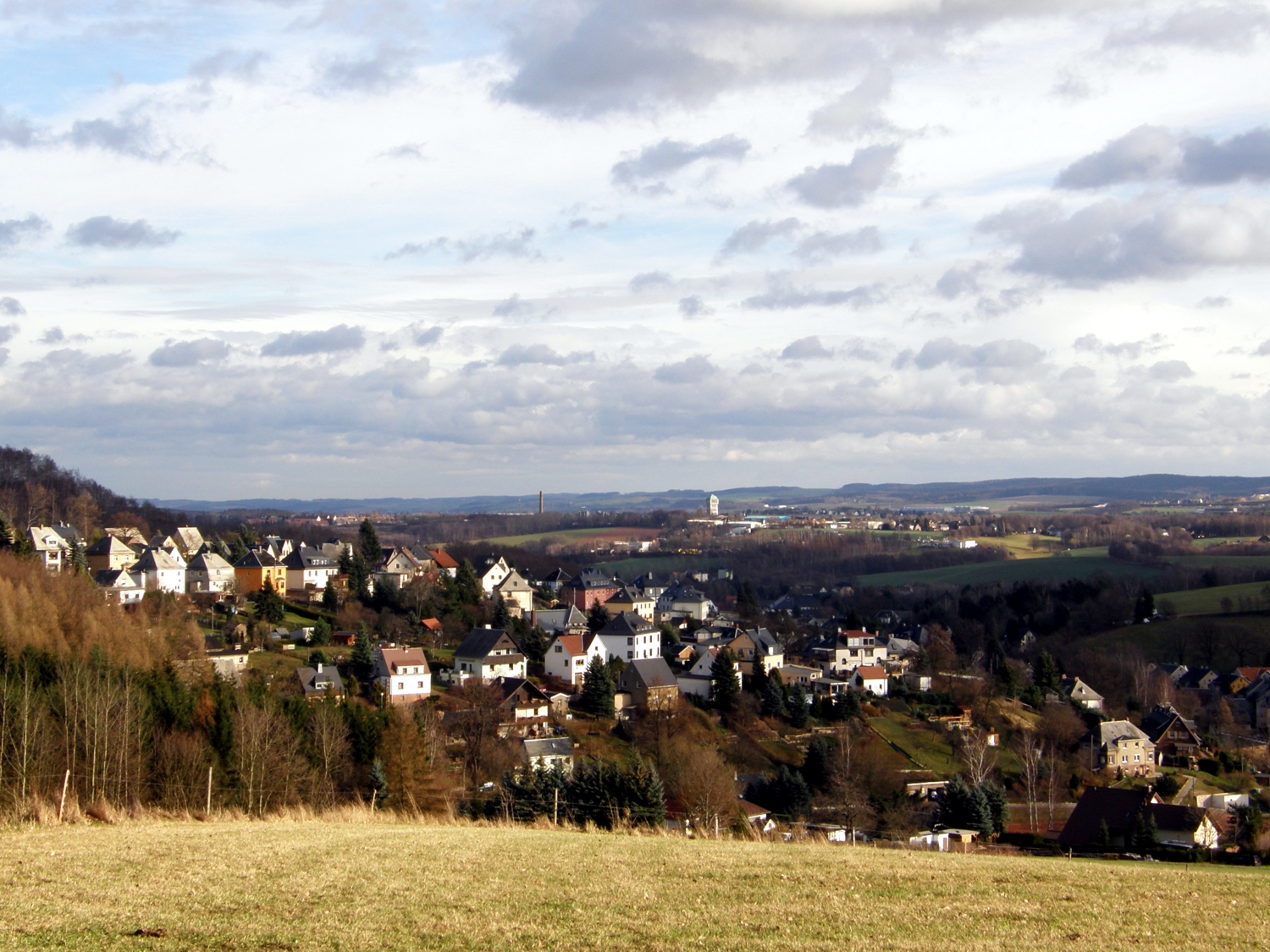

Oelsnitz, Erzgebirge är en stad  i Landkreis Erzgebirgskreis i förbundslandet Sachsen i Tyskland. Staden har cirka 11 000 invånare.